# António de Gouveia (diplomata)
António de Gouveia, OESA (1575 – 18 de agosto de 1628) foi um diplomata a serviço da Espanha dos Habsburgos, que serviu como embaixador (enviado) no Irão safávida entre 1602 e 1613. Missionário agostiniano português de origem, durante o seu serviço como diplomata foi nomeado bispo titular de Cirene (1611–1628) e vigário apostólico dos arménios da capital real safávida de Isfahan. Foi sucedido como embaixador no Império Safávida por García de Silva Figueroa.
Durante o seu serviço como diplomata, Gouveia também escreveu dois livros sobre o Irão safávida; a Jornada e a Relaçam.